# Crescendo
Il crescendo è un'indicazione dinamica musicale che prevede l'aumento graduale dell'intensità del suono. È il contrario del diminuendo e può essere usato in concomitanza con esso per creare determinati effetti. Viene indicato col segno "<", una forcella che aprendosi rappresenta l'aumentare dell'intensità sonora.
Il crescendo è anche un colossale pianoforte, una piramide alta 3 metri e larga 1 metro con corde metalliche, tre pedali e dispositivo meccanico per il trasporto tonale costruito attorno al 1780 da Hofrat Bauer a Berlino.